# Circle Takes the Square
Circle Takes the Square är ett screamo/hardcoreband från Savannah, Georgia, USA.
Bandet bildades 2000, då med fyra medlemmar. Efter sina två första skivsläpp förlorade de en gitarrist men fick en ny sent år 2004. Bandets stil karaktäriseras av högljutt skrikande från både mans- och kvinnoröster, de fungerar som ett slags rop och gensvar, med kaotiskt trummande och tekniskt utvecklat bas/gitarr-spelande. Deras väldigt varierande sångstrukturer har också hjälpt till att utforma deras unika stil. Många beskriver deras låtar som 'episka' bland annat på grund av deras längd (vissa låtar är upp till 9,5 minuter långa) men mer på grund av att de förändras gradvis; de börjar långsamt och lugnt men går mer och mer in i kaos och blixtsnabbhet. Deras första fullängdsalbum var As the Roots Undo. 
Bandet hade en turné i Storbritannien i mitten av 2004. Bandet har också turnerat en del i USA. 

## Medlemmar
- Drew Speziale – sång, gitarr
- Kathy Coppola – sång, bas
- David Rabitor – gitarr, bakgrundssång
- Caleb Collins – trummor

### Tidigare medlemmar
- Jay Wynne – trummor (2000–2005)
- Bobby Scandiffio – gitarr (2004–2006)
- Josh Ortega – trummor (2006)
- Collin Kelly – gitarr (2000–2002)
- Robbie Rose – sång (Hösten 2000)

## Diskografi

### Studioalbum
- As the Roots Undo (6 januari 2004 / Robotic Empire & HyperRealist Records)
- Decompositions: Volume I (21 december 2012 / Gatepost Recordings)

### EP
- Circle Takes the Square EP (2001 / självsläpp & HyperRealist Records)
- Split 7" med pg.99 (2002 / Perpetual Motion Machine Records)
- Decompositions, Volume I, Chapter 1: Rites of Initiation (23 augusti 2011)[2]

## Fotnoter
1. ↑  Taylor, Darren (30 augusti 2011). ”Exclusive: Circle Takes the Square – In the Studio”. Rock Sound. http://www.rocksound.tv/features/article/exclusive-circle-takes-the-square-in-the-studio. Läst 30 augusti 2011.
2. ↑  Yancey, Bryne (30 augusti 2011). ”Circle Takes The Square's 'Decompositions: Volume 1' coming in November”. Punknews.org. http://www.punknews.org/article/43946. Läst 30 augusti 2011.